# Logotyp
| Shells logotyp föreställer en stor kammussla. Företaget har sedan år 1900 använt sig av musslan som logotyp. Den till vänster är från 1930 och det till höger formgavs 1971 av Raymond Loewy. |  | Shells logotyp föreställer en stor kammussla. Företaget har sedan år 1900 använt sig av musslan som logotyp. Den till vänster är från 1930 och det till höger formgavs 1971 av Raymond Loewy. |
| Shells logotyp föreställer en stor kammussla. Företaget har sedan år 1900 använt sig av musslan som logotyp. Den till vänster är från 1930 och det till höger formgavs 1971 av Raymond Loewy. |  | |

Coca-Colas logotyp.

Lillys logotyp.

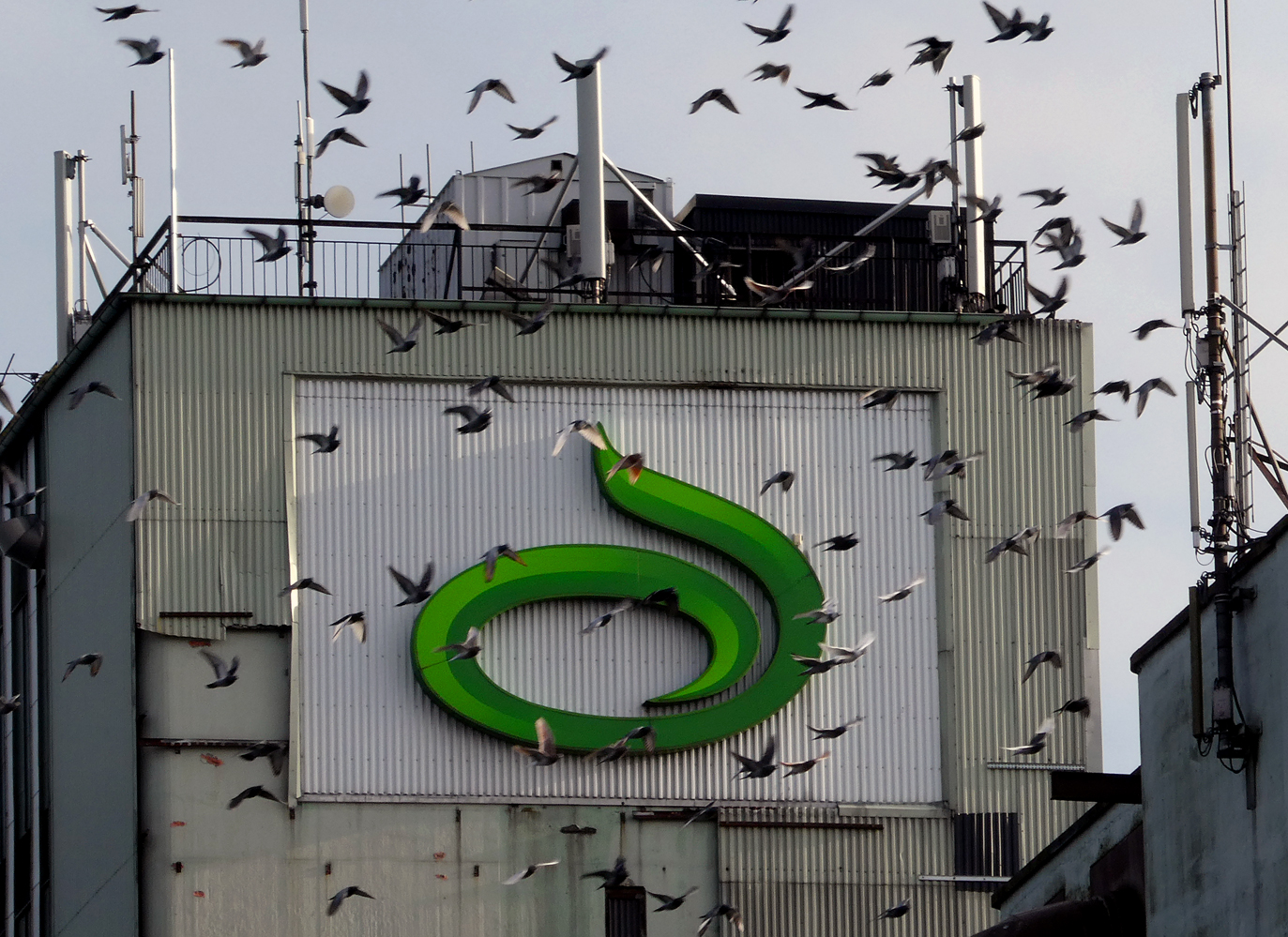
Lantmännens logotyp i form av en grodd på en av deras silor i Ystads hamn.

En logotyp, ofta förkortat till logo eller logga, är ett grafiskt varumärke, emblem eller symbol som vanligtvis används av kommersiella företag, organisationer och även privatpersoner som marknadsföring genom att underlätta omedelbar visuell igenkänning. Logotyper är antingen helt grafiska (symboler eller ikoner), en komposition av ett namn, eller en kombination av symbol och namn.
I dag används ordet logotyp ofta som synonym med ordet varumärke.

## Etymologi
Ordet logotyp härstammar från engelskans logotype och tiden när man satte grafisk text med metalltyper, där det vanliga var att varje bokstav utgjordes av en enskild typ. En logotyp var då ett helt ord gjutet som en typ, exempelvis som ordet "The" i typsnittet ATF Garamond. (På svenska kallas en sammansatt typ för ligatur). Engelskans logotype härstammar i sin tur från grekiska: λόγος logos "ord" och τύπος typos "avtryck".

## Historik

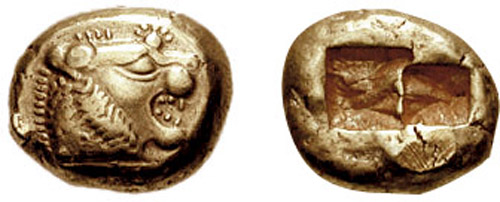
Ett mynt från tidigt 700-tal f.Kr. med symbolen av ett rytande lejon omgivet av solstrålar.

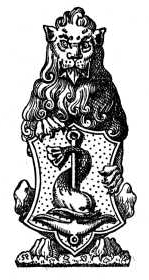
Tidigt varumärke för Chiswick Press.

Många olika uppfinningar, företeelser och tekniker har lett fram till dagens bruk av logotyper, som cylindersigill (cirka 2300 f.Kr.), mynt (cirka 600 f.Kr.), logografiska skriftsystem, heraldiskt vapen, vattenstämplar, silverstämplar och utvecklingen av trycktekniken.
När den industriella revolutionen förändrade västvärlden från jordbruks- till industrisamhälle under 1800-, och 1900-talet, bidrog utvecklingen av fotografi och litografi till skapandet av en reklambransch som integrerade typografi och bild på samma sida. Samtidigt utvecklades även typsnitten vad gäller form och uttryck, från att ha bestått av seriffer skapade för att vara lättlästa i en bok, till att bli kraftfulla och expressiva för att passa på annonsaffischer.
Den nya konstformen utvecklades utifrån ändamål - från uttrycksfullt och dekorativt i en konstnärlig berättartradition, till en differentiering av varumärken och produkter som den växande medelklassen konsumerade. Konsultföretag och branschorganisationer inom reklam utvecklades och expanderade. 1890 hade USA 700 litografiska tryckföretag som sysselsatte mer än 8000 personer. Upphovsmannaskapet tilldelades oftast företaget och inte den enskilda formgivaren.
Innovatörer inom bildkonst och den litografiska processen - som det franska tryckeriföretaget Rouchon på 1840-talet, Joseph Morse i New York på 1850-talet, Frederick Walker i England på 1870-talet och Jules Chéret i Frankrike på 1870-talet - utvecklade en illustrativ stil som gick utöver föreställande konst till ett figurativt bildspråk med avdelade färgfält i tydliga färger. Barnboksförlag, dagstidningar och tidskrifter utvecklade  egna visuella och redaktionella stilar för att rikta sig till specifika grupper. Tryckkostnaderna minskade, läskunnigheten ökade och samtidigt ledde den viktorianska dekorativa konsten till en expansion av typografiska stilar och metoder som kom att användas för att på olika sätt representera olika företag.

Den första logotypen som varumärkesskyddades var bryggeriföretaget Bass röda triangel från 1876.

Arts and Crafts-rörelsen i slutet av 1800-talet, framförallt med socialisten William Morris i spetsen, utvecklades i viss mån som en motreaktion mot överflödet inom den viktoranska typografin, och fokuserade på att förena det massproducerade med det hantverksmässiga. Det förnyade intresse för hantverk och kvalitet ledde både till att den enskilda formgivaren och konstnären fick större uppmärksamhet och att företagen efterfrågade unika logotyper.

IBMs logotyp från 1967 av formgivaren Paul Rand.

Vid 1950-talet var inte längre modernismen enbart en europeisk avantgardistisk konstnärlig rörelse utan en internationell, kommersialiserad rörelse med anhängare i USA och på många andra håll. Den visuella enkelheten och konceptuella tydligheten som var utmärkande för modernismen som konstnärlig rörelse utgjorde en kraftfull uppsättning verktyg för en ny generation av grafiska formgivare vars logotyper förkroppsligade Ludwig Mies van der Rohes uttalande, "Less is more". Logotyper inspirerades av modernismens bildspråk visade sig vara framgångsrika i en tid präglad av visuella massmedier och påskyndades av TV-mediets utveckling, förbättrade tryckteknik och alla digitala innovationer.

## Beskrivning
Logotypen kan tryckas på papper, visas som del av reklam i TV och på biografer och används på internet. Logotypen är den bärande delen i ett företags eller organisations grafiska profil, där färgkoder, regler och rättigheter för användande och placering (på brevpapper och visitkort, i annonser, reklam med mer) anges. I övrigt innehåller den grafiska profilen regler för hur annonser, reklam med mera ska se ut.
Det finns även ljudlogotyper, även om dessa inte exponeras lika ofta. Glassbilens melodislinga, liksom morsekodssignalen när TT-nyheterna förr sändes i Sveriges Radio är bra exempel. TV-kanaler har ofta en specifik musikslinga som kan bytas när den grafiska profilen förändras. Det finns även melodislingor som återkommer varje gång innan en viss typ av program börjar, som till exempel den slinga som Sveriges Television använder för att avisera att en svenskproducerad TV-serie strax kommer att sändas.
Logotypen är en viktig del, men inte den enda, i ett företags varumärke, där även faktorer som vilka värden en produkt står för, vad den förknippas med samt vilka känslor företaget/produkten skapar hos potentiella kunder ingår. I Sverige kan logotyper mönsterskyddas hos Patent- och registreringsverket.
Det är viktigt när man formger en logotyp att den ska vara lätt att förstå på flera språk, lätt att återskapa och känna igen. Samt enkelt att trycka den i svartvitt utan att förlora något visuellt element.
Logotyper användes ursprungligen som typer i tryckpressar, så kallade schabloner, för att underlätta tryckning. Numera finns den digitalt på företagets informations- eller marknadsavdelning, varifrån den kan överföras till en reklambyrå som anlitats av företaget. Det finns många leverantörer av logotyper och priset varierar kraftigt.